# The Quest for the Rings
The Quest for the Rings é um jogo eletrônico de ação lançado em 1981 para Odyssey², foi o primeiro jogo do console elementos de jogos de tabuleiro, fornecendo mapas e fichas. O jogo é inspirado no RPG de mesa Dungeons and Dragons e na série literária O Senhor dos Anéis de J.R.R. Tolkien, tal como nos RPGs, há um Mestre de jogo, chamado de Ringmaster, que atua como vilão, enquanto que os demais jogadores podem escolher entre Feiticeiro, Guerreiro, Fantasma, ou Mutante (Changeling no original). No Brasil foi lançado em 1983 com o título "Em Busca dos Anéis Perdidos", o Ringmaster foi chamado de "Senhor dos Anéis".